# رفیق عزیز (فیلم ۲۰۱۹)
رفیق عزیز (به انگلیسی: Dear Comrade) فیلمی هندی محصول سال ۲۰۱۹ و به کارگردانی بهارات کاما است. در این فیلم بازیگرانی همچون ویجی دوراکوندا، راشمیکا ماندانا، شروتی راماچاندران و چاروهاسان ایفای نقش کرده‌اند.